# Бесемер (Мичиген)
Бесемер (енгл. Bessemer) град је у америчкој савезној држави Мичиген. По попису становништва из 2010. у њему је живело 1.905 становника.

## Демографија
Према попису становништва из 2010. у граду је живело 1.905 становника, што је 243 (11,3%) становника мање него 2000. године.
| Група             | 2000.         | 2010.         |
| Белци             | 2.075 (96,6%) | 1.827 (95,9%) |
| Афроамериканци    | 3 (0,1%)      | 9 (0,5%)      |
| Азијати           | 9 (0,4%)      | 6 (0,3%)      |
| Хиспаноамериканци | 15 (0,7%)     | 14 (0,7%)     |
| Укупно            | 2.148         | 1.905         |